# Pole-Test
Der Pole-Test ist eine medizinische Untersuchung, die Hinweise auf eine Periphere arterielle Verschlusskrankheit (pAVK) gibt. Diese einfache diagnostische Maßnahme ist eine Alternative zur Ermittlung des Knöchel-Arm-Index durch Doppler-Druckmessung und kommt zum Einsatz, wenn diese nicht möglich ist oder keine aussagekräftigen Ergebnisse zeigt.
Bei Menschen mit chronischen Wunden infolge einer chronisch-venösen Insuffizienz, dem Ulcus cruris (auch: „offenes Bein“), ist die Kompressionstherapie ein wesentlicher Therapiebestandteil. Hiebei gilt allerdings die fortgeschrittene periphere arterielle Verschlusskrankheit (pAVK) als Kontraindikation. Bei Betroffenen darf die Kompressionstherapie, je nach Ausmaß der arteriellen Störung, nur eingeschränkt oder gar nicht zum Einsatz kommen.
Ein arterieller Perfusionsdruck von weniger als 60 mmHG weist auf eine pAVK hin. In diesem Fall darf keine oder nur eine eingeschränkte Komprimierung des Beines mittels Kompressionsbandagierungen erfolgen. Ein liegender Patient weist ein per Dopplersonografie messbares Signal im Knöchelbereich auf. Zur näherungsweisen Ermittlung des bestehenden Blutdrucks mittels Pole-Test hebt der Patient in Rückenlage das ausgestreckte Bein soweit an, bis der Fuß sich 77 cm über dem anderen Bein befindet. Wenn in dieser Höhe die Doppler-Untersuchung im Bereich des Innenknöchels noch ein Signal liefert, liegt der arterielle Perfusionsdruck bei mindestens 60 mmHg.
Der Pole-Test ist eine einfache Maßnahme, die Ansätze für eine entsprechende Diagnose einer pAVK durch Interpretation der Ergebnisse einer Doppler-Druckmessung an einem erhobenen Bein. Vergleichbare Testmethoden zur Beurteilung der Durchblutungssituation anhand optischer Merkmale sind der Buerger-Test und die Ratschow-Lagerungsprobe.